# Bufo japonicus
Espèce
Synonymes
- Bufo praetextatus Boie, 1826
- Bufo vulgaris japonicus Temminck & Schlegel, 1838
- Bufo formosus Boulenger, 1883
- Bufo japonicus formosus Boulenger, 1883
- Bufo smithi Stejneger, 1907
- Bufo vulgaris yakushimensis Okada, 1928
- Bufo vulgaris hokkaidoensis Okada, 1928
- Bufo vulgaris montanus Okada, 1937

Statut de conservation UICN

 LC  : Préoccupation mineure
Bufo japonicus est une espèce d'amphibiens de la famille des Bufonidae.

## Répartition
Cette espèce est endémique du Japon. Elle se rencontre aux îles Ōsumi, à Kyūshū, à Shikoku, à Honshū et dans le sud d'Hokkaidō. Elle a été introduite à Izu Ōshima.
Cette espèce vit dans des endroits très variés allant des zones côtières aux hautes montagnes. Il vit aussi dans les lieux modifiés par l'Homme.

## Description

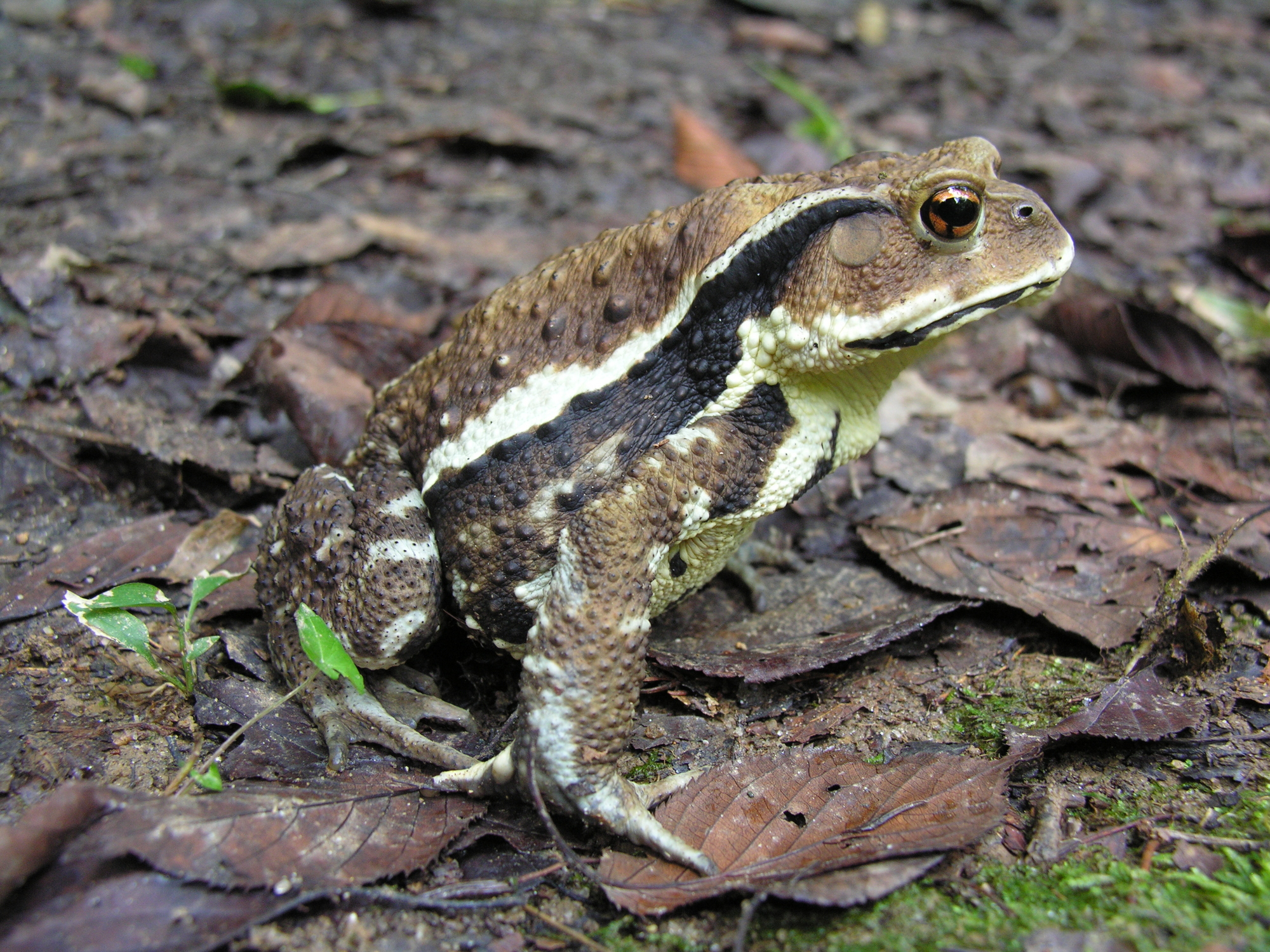
Bufo japonicus

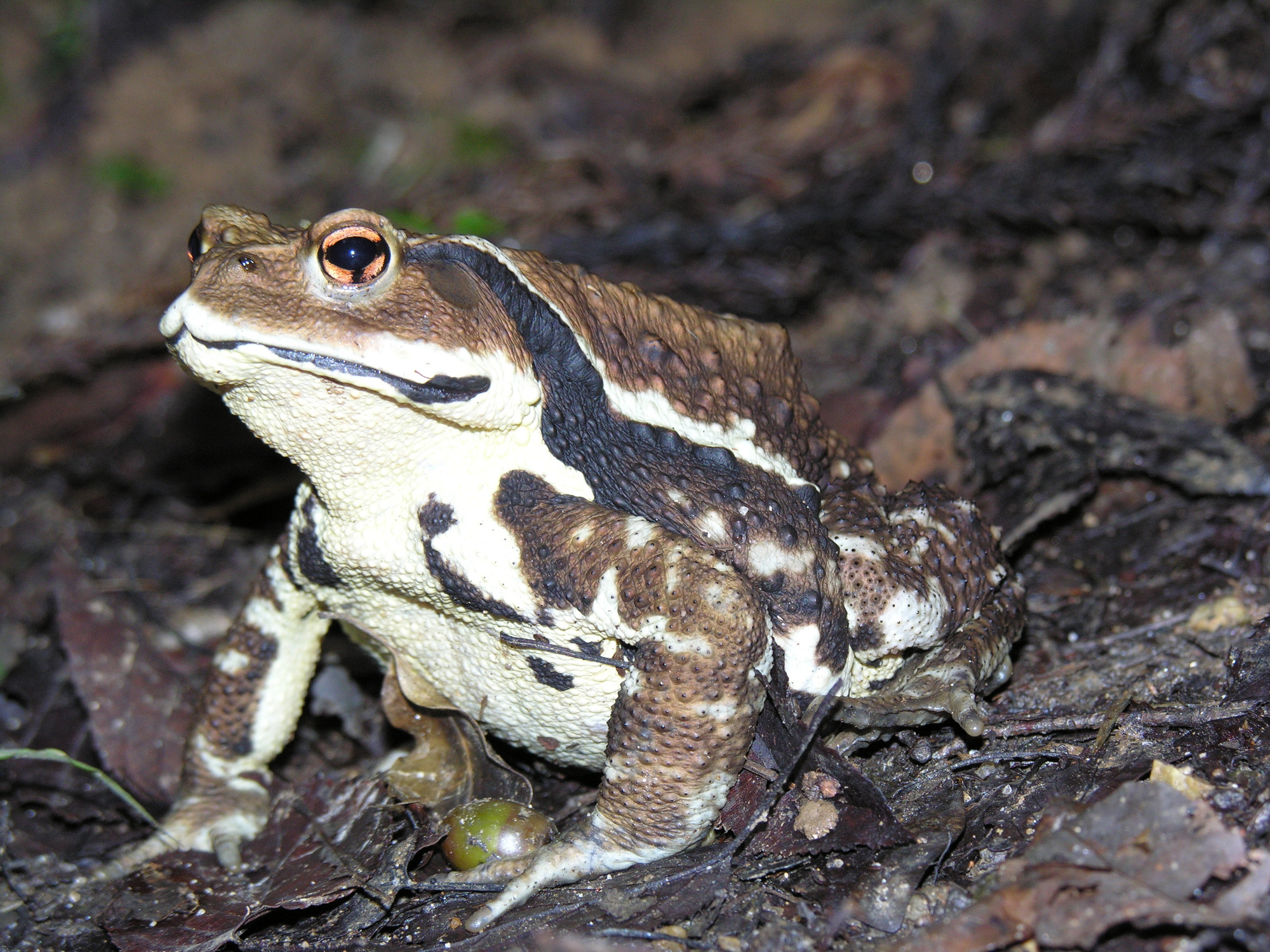
Bufo japonicus

Les femelles mesurent jusqu'à 176 mm.

## Étymologie
Cette espèce est nommée en référence au lieu de sa découverte, le Japon.

## Publication originale
- Temminck & Schlegel, 1838 : Fauna Japonica sive Descriptio animalium, quae in itinere per Japonianum, jussu et auspiciis superiorum, qui summum in India Batava Imperium tenent, suscepto, annis 1823–1830 colleget, notis observationibus et adumbrationibus illustratis, vol. 3, Saurii et Batrachii, Leiden p. 85-144.